# Paolo Zamboni
Paolo Zamboni (Ferrara, 25 marzo 1957) è un medico italiano, docente presso l'Università degli Studi di Ferrara.
Negli anni novanta, dopo che a sua moglie è stata diagnosticata la sclerosi multipla, ha iniziato a dedicarsi allo studio di questa patologia, riscoprendo le ricerche che, a partire da E. Rindfleisch nel 1863, attraverso Tracy Putnam nel 1930 e Torben Fog nel 1960, ne evidenziavano un collegamento con la circolazione venosa.
Nel 2008 ha annunciato la scoperta di una nuova patologia venosa, chiamata insufficienza venosa cronica cerebrospinale (CCSVI), postulando una controversa correlazione tra tale patologia e la sclerosi multipla e mettendo in discussione l’ipotizzata origine autoimmune di quest'ultima, la cui causa è ancora sconosciuta.

## Biografia
Si è laureato in Medicina e Chirurgia nel luglio 1982 e si è specializzato in Chirurgia Generale nel giugno 1987 e successivamente in Chirurgia Vascolare nel luglio 1992. Ha indirizzato la sua attività di ricerca verso lo studio dell’emodinamica venosa con particolare interesse all’ambito neurovascolare.
È stato cofondatore e presidente della International Society for Neurovascular Diseases (ISNVD), società scientifica internazionale volta allo studio delle malattie neurovascolari.
Nel 2017 è stato insignito del titolo di Commendatore al Merito della Repubblica Italiana in riconoscimento del suo operato in campo medico-scientifico.
Il 2 giugno 2023 è stato insignito dell'onorificenza di Grande ufficiale dell'ordine al merito della Repubblica Italiana per le attività di ricerca nel campo delle malattie vascolari.

### Carriera accademica
Durante gli anni di formazione ha seguito periodi di training presso l'Università della California, San Francisco quindi è diventato ricercatore presso l'Università degli Studi di Sassari.
Negli anni dal 1993 al 2012 la carriera di Zamboni si è snodata tra Ferrara e gli USA con incarichi accademici alla Services University of the Health Sciences di Bethesda (Maryland), al Jacobs Institute of Neurology dell'Università di Buffalo (New York), all’Università Harvard, all'Università di New York e all'Università di Chicago.
A partire dal 2004 è direttore del Centro di Ricerca sulle Malattie Vascolari dell'Università di Ferrara.
Dal 2017 è direttore della scuola di specializzazione in Chirurgia Vascolare dell'Università di Ferrara, e dal 2018 è direttore del Centro HUB della Regione Emilia-Romagna per le Malattie Venose e Linfatiche dell'Azienda Ospedaliero-Universitaria di Ferrara.

## Ricerca scientifica

### Fisiologia ed emodinamica del circolo cerebrale
Zamboni si è dedicato alla ricerca sulla circolazione cerebrale con particolare riguardo ai meccanismi del ritorno venoso cerebrale. In questo ambito ha studiato gli effetti della respirazione, la funzione delle valvole giugulari, gli effetti sulla perfusione, la relazione fra il drenaggio venoso e il circolo liquorale.
Inoltre l'aspetto gravitazionale del ritorno venoso cerebrale è stato studiato da Zamboni nell'ambito di un progetto congiunto dell'Agenzia Spaziale Italiana con l'Agenzia Spaziale Europea e con la NASA, denominato "Drain Brain". Drain Brain ha coinvolto in prima persona l'astronauta italiana Samantha Cristoforetti e una serie di dispositivi innovativi testati durante la Missione 42, tra cui un particolare pletismografo cervicale e un sistema di analisi ultrasonora della pulsazione giugulare utilizzabile in telemedicina.

### Ricerche sull'insufficienza venosa degli arti inferiori
Zamboni ha portato avanti ricerche sulla vasculopatia a più alta diffusione, l'insufficienza venosa cronica degli arti inferiori, sperimentando clinicamente un trattamento mini invasivo e conservativo della safena: la tecnica CHIVA, creata dal dottor Claude Franceschi nel 1988. Su questo argomento ha condotto diversi trial clinici randomizzati e pubblicato libri di testo. Nel 2015 la Cochrane Review ha pubblicato un articolo che riconosce come la tecnica CHIVA risulti essere più efficace rispetto ai trattamenti ablativi con asportazione della safena.
Zamboni si è occupato anche di terapie cellulari per il trattamento delle gravi ulcerazioni vascolari degli arti inferiori, conducendo il primo studio randomizzato che ha utilizzato per questo trattamento cellule staminali autologhe derivate dal tessuto adiposo.

### Le teorie sulla insufficienza venosa cronica cerebrospinale e la sclerosi multipla
L'insufficienza venosa cronica cerebrospinale (CCSVI) è una condizione scoperta e descritta da Zamboni nel 2006, caratterizzata da un compromesso drenaggio venoso del sistema nervoso centrale, causato dall’ostruzione del flusso del sistema venoso extracranico principalmente dovuto ad ostacoli intraluminali, valvole difettose, ipoplasia, e/o compressione della vena giugulare interna o della vena azygos; fu indagata inizialmente come possibile fattore contribuente alla patogenesi e manifestazione clinica della sclerosi multipla, e successivamente anche di altre malattie neurodegenerative come la sindrome di Meniere l'Alzheimer, e il Parkinson. Nel 2009, con conferma nel 2013, la CCSVI è stata inserita dalla International Union of Phlebology tra le malformazioni tronculari dell'apparato venoso.
La CCSVI viene diagnosticata attraverso ecografia Doppler, metodo non invasivo, operatore dipendente, attenendosi ad un protocollo specifico. La venografia resta il gold standard diagnostico ed è utilizzata per confermare la diagnosi ultrasonografica. Il trattamento della CCSVI proposto da Zamboni utilizza l’angioplastica (PTA, Angioplastica Transluminale Percutanea) allo scopo di ripristinare il flusso del vaso, trattando la stenosi e risolvendo l’ostruzione intraluminale.
La ricerca sulla CCSVI è stata oggetto di un acceso dibattito scientifico che ha visto generalmente la comunità scientifica vascolare e quella neurologica su posizioni opposte, soprattutto sul rapporto fra CCSVI e sclerosi multipla. I principali punti della controversia riguardano la possibilità che la CCSVI sia la causa della sclerosi multipla e la valutazione di quanti pazienti con sclerosi multipla siano affetti da CCSVI.
Inizialmente Zamboni aveva ipotizzato che la CCSVI avesse un ruolo causale sulla sclerosi multipla, ma il riscontro di CCSVI in pazienti sani e la sua assenza in pazienti portatori di sclerosi multipla farebbe propendere verso l’ipotesi che la CSSVI sia una condizione aspecifica che può facilitare la neuroinfiammazione e l’apparire dei sintomi. Diversi studi indipendenti dal gruppo di Zamboni dimostrano come questa condizione vascolare aumenti la suscettibilità a diverse altre malattie neurodegenerative, inoltre in pazienti con alterato drenaggio venoso cerebrale, sono stati riscontrati sintomi in comune alla sclerosi multipla senza che essi manifestassero una sclerosi multipla.
A seguito dalla pubblicazione nel 2009 del primo studio preliminare sulla efficacia del trattamento mediante PTA della CCSVI su 65 malati di sclerosi multipla, numerosi centri di ricerca in tutto il mondo hanno condotto studi atti a verificare la correlazione tra CCSVI e sclerosi multipla e la sicurezza ed efficacia del trattamento della CCSVI mediante PTA, con risultati contrastanti.
Per verificare l'efficacia e la sicurezza dell'intervento di disostruzione delle vene extracraniche nel trattamento della sclerosi multipla nel 2012 è stato anche avviato uno studio randomizzato controllato e in doppio cieco, multicentrico, chiamato "Brave Dreams", finanziato dalla Regione Emilia-Romagna. Nel novembre del 2017 i risultati dello studio "Brave Dreams" su 207 pazienti hanno confermato la sicurezza del trattamento mediante PTA e l’alta correlazione tra CCSVI e sclerosi multipla, ma hanno dato esito prevalentemente negativo in merito all’efficacia del trattamento. Sulla popolazione con forma recidivante/remittente di sclerosi multipla, l’angioplastica venosa non ha prodotto alcun effetto significativo su entrambi gli outcome primari:, cioè il numero delle lesioni cerebrali in risonanza magnetica e la scala dei test funzionali. Nella conclusione dell’articolo gli autori però si riservano di verificare se esiste un sottogruppo di pazienti che rispondono all'intervento.
La comunità scientifica neurologica già al congresso internazionale ECTRIMS del 2010 era giunta alla conclusione che la CCSVI non sarebbe la ''causa'' della sclerosi multipla; dopo la pubblicazione dello studio CoSMo finanziato dall’Associazione Italiana Sclerosi Multipla, ha affermato l’inesistenza di una relazione tra CCSVI e sclerosi multipla. Da quanto emerge nello studio CoSMo, la CCSVI è presente in pazienti sani quasi nella stessa proporzione in cui si riscontra nei pazienti portatori di sclerosi multipla. Risultati simili sono stati evidenziati dallo studio canadese pubblicato su Lancet finanziato dalla MS Society of Canada. Guardando al complesso degli studi di correlazione, emerge un’alta eterogeneità di risultati, come sottolineato dalla stessa AISM nel riportare i risultati da una metanalisi di Laupacis, per cui risulta impossibile avere evidenze conclusive sull’ipotesi CCSVI nella sclerosi multipla.
Un'ulteriore analisi dei dati dello studio "Brave Dreams", pubblicata nel 2019 da Zamboni e alcuni suoi collaboratori, ha mostrato che in un sottogruppo di pazienti identificabile secondo la morfologia della malformazione venosa, l'angioplastica produce benefici sulla disseminazione di nuove lesioni cerebrali.

## Pubblicazioni
- Paolo Zamboni, La chirurgia conservativa del sistema venoso superficiale, Aracne, 2019 seconda edizione, ISBN 978-88-255-1741-5.
- Alessia Giaquinta, Byung-Boong Lee, Carlo Setacci, Pierfrancesco Veroux, Paolo Zamboni, Latest Frontiers of Hemodynamics, Imaging and Treatment of Obstructive Venous Disease, Minerva Medica, 2018, ISBN 978-88-7711-929-2.
- Paolo Zamboni, Erika Mendoza, Sergio Gianesini, Saphenous Vein-Sparing Strategies in Chronic Venous Disease, Springer, 2018, ISBN 978-3-319-70638-2.
- Paolo Zamboni, Claude Franceschi, Principles of Venous Hemodynamics, Nova Science Publishers, 2009, ISBN 978-1-60692-485-3.
- Paolo Zamboni, Profilassi della tromboembolia venosa in ambito chirurgico, Aracne, 2007, ISBN 978-88-548-1426-4.
- Alberto Liboni, Paolo Zamboni, La carotide extracranica: patologia e chirurgia, Ferrara, Ed. SATE, 1990.

## Premi e riconoscimenti[63][64]
- Premio Internazionale alla memoria di Glauco Bassi: 1998, 2000, 2003.
- Premio dell'American Venous Forum: 2002, 2005, 2007.
- Premio dell'European Venous Forum: 2002, 2005.
- Premio "Gian Camillo Donadi", Collegio Italiano di Flebologia, anno 2003.
- Premio "Gold Medal Award" conferito dalla International Society for Neurovascular Diseases (ISNVD), anno 2015.[65][66]
- Premio "Annette Funicello Foundation Award" per i sistemi di monitoraggio in remoto del circolo cerebrale, progettati e installati sulla Stazione spaziale internazionale e utilizzati con l’astronauta Samantha Cristoforetti, anno 2016.
- Premio "San Giorgio" della Riconoscenza della Provincia di Ferrara, anno 2016.[67]